# أليخاندرو كوريا
أليخاندرو كوريا (بالإسبانية: Alejandro Correa Rodríguez)‏ (26 أكتوبر 1979 بمونتفيدو في الأوروغواي - ) هو لاعب كرة قدم أوروغواني في مركز الوسط. شارك مع منتخب الأوروغواي تحت 20 سنة لكرة القدم. أما مع النوادي، فقد لعب مع بنيارول ونادي بريشيا وديبورتيفو مالدونادو وسنترال إسبانيول وCerro Largo F.C. ‏ وRocha F.C. ‏ وCerâmica Atlético Clube ‏ وFermana FC ‏ وASD Martina Calcio 1947 ‏ وHercílio Luz Futebol Clube ‏ وFutebol Clube Santa Cruz ‏ وGrêmio Esportivo Glória ‏ وسبورتيفو سيريتو وTacuarembó F.C. ‏.

## وصلات خارجية
- أليخاندرو كوريا على موقع الاتحاد الدولي (مؤرشف)  (الإنجليزية)
- أليخاندرو كوريا على موقع قاعدة بيانات كرة القدم.إي يو (الإنجليزية)
- أليخاندرو كوريا على موقع Soccerway.com (الإنجليزية)